# 羅斯布什 (密歇根州)
羅斯布什（英語：Rosebush）是位於美國密歇根州伊莎貝拉縣伊莎貝拉鎮區的一個村。

## 人口
根據2020年美國人口普查的數據，羅斯布什的面積為2.31平方千米，當中陸地面積為2.31平方千米，而水域面積為0.00平方千米。當地共有人口353人，而人口密度為每平方千米152人。